# Jonti Richter
Jonathan „Jonti“ Richter (* 12. April 1983 in Johannesburg, Südafrika) ist ein australischer Fußballspieler.

## Karriere
Richter begann seine Karriere im Erwachsenenbereich nach dem Besuch des Australian Institute of Sport 2002 beim Northern Spirit FC in der National Soccer League (NSL), der damals höchsten australischen Spielklasse. In den folgenden beiden Spielzeiten erzielte er sieben Tore in 44 Einsätzen, nach der Einstellung der Liga am Ende der Saison 2003/04 hielt sich Richter bei den Queensland Lions fit. Mit Einführung der Profispielklasse A-League als neue australische Eliteliga unterzeichnete er einen Vertrag bei Queensland Roar, der Lizenzmannschaft der Lions. 
Nach 17 Einsätzen in der Premierensaison 2005/06 wechselte er zur folgenden Spielzeit zum neuseeländischen A-League-Vertreter New Zealand Knights. Der Klub belegte wie bereits in der Vorsaison am Saisonende den letzten Tabellenplatz der A-League und wurde nach der Saison wegen finanzieller Schwierigkeiten und geringem Zuschauerzuspruch aufgelöst. Richter fand im Anschluss keinen neuen A-League-Klub und spielte 2007 in der New South Wales Premier League für Manly United, bevor von Oktober 2007 bis Sommer 2008 beim englischen Sechstligisten FC Tamworth spielte; den dortigen Trainer Gary Mills kannte er von einem früheren Probetraining bei Notts County.
Für die Saison 2009 schloss er sich den in der Queensland State League spielenden Brisbane Strikers an, verpasste aber wegen einer bereits seit längerer Zeit bestehenden Verletzung einen Großteil der Saison. Mit Brisbane beendete er die reguläre Saison als Tabellenerster, in den Meisterschafts-play-offs unterlag man im Finale den Redland City Devils. 
2003 nahm Richter mit der australischen U-20-Auswahl an der Junioren-Weltmeisterschaft in den Vereinigten Arabischen Emiraten teil und kam während des Turnierverlaufs in dem von Scott McDonald angeführten Team zu zwei Kurzeinsätzen, darunter bei der 0:1-Achtelfinalniederlage gegen den Gastgeber.